# 그루비아과
그루비아과(Grubbiaceae)는 속씨식물과의 하나이다. 남아프리카의 케이프식물구에 자생한다. 이 과는 그루비아속(Grubbia)과 스트로빌로카르푸스속(Strobilocarpus)에 5종의 관목 종을 포함하고 있다.

## 하위 속
- 그루비아속 (Grubbia)
- 스트로빌로카르푸스속 (Strobilocarpus)